# Distribuzione discreta uniforme
In teoria delle probabilità una distribuzione discreta uniforme è una distribuzione di probabilità discreta che è uniforme su un insieme, ovvero che attribuisce la stessa probabilità ad ogni elemento dell'insieme discreto S su cui è definita (in particolare l'insieme dev'essere finito).
Un esempio di distribuzione discreta uniforme è fornito dal lancio di un dado equilibrato: ognuno dei valori 1, 2, 3, 4, 5 e 6 ha eguale probabilità 1/6 di verificarsi.
Questa distribuzione di probabilità è quella che fornisce la classica definizione di probabilità "casi favorevoli su casi possibili": la probabilità di un evento {\displaystyle A\subset S} è data dal rapporto tra le cardinalità dei due insiemi,
{\displaystyle P(A)={\frac {\#A}{\#S}}}

## Definizione
La distribuzione discreta uniforme su un insieme finito S è la distribuzione di probabilità {\displaystyle {\mathcal {U}}(S)} che attribuisce a tutti gli elementi di S la stessa probabilità p di verificarsi.
In particolare, dalla relazione
{\displaystyle 1=P(S)=\sum _{s\in S}P(s)=\sum _{s\in S}p=p\cdot \#S}
seguono
{\displaystyle P(s)={\frac {1}{\#S}}} per ogni elemento {\displaystyle s\in S},
{\displaystyle P(A)={\frac {\#A}{\#S}}} per ogni sottoinsieme {\displaystyle A\subset S}.

## Progressione aritmetica
Spesso viene considerata la distribuzione discreta uniforme su un insieme S i cui elementi sono in progressione aritmetica, ovvero del tipo
{\displaystyle S=\{\alpha +i\beta \colon i\in \{1,2,\dots ,n\}\}}.
In questo caso l'insieme S può essere descritto come un insieme di n elementi in progressione aritmetica, da a a b, con elementi della forma
{\displaystyle x_{i}=a+{\frac {i-1}{n-1}}(b-a)},
con {\displaystyle x_{1}=a} e {\displaystyle x_{n}=b}.
In questo modo la distribuzione discreta uniforme diventa una sorta di approssimazione della distribuzione continua uniforme sull'intervallo {\displaystyle [a,b]}

### Caratteristiche
La distribuzione {\displaystyle {\mathcal {U}}([a,b],n)} è simmetrica rispetto al punto medio {\displaystyle (a+b)/2} del segmento {\displaystyle [a,b]}. 
Una variabile aleatoria U con questa distribuzione ha quindi speranza {\displaystyle E(U)=(a+b)/2} e indice di asimmetria {\displaystyle \gamma _{1}=0}.
Inoltre ha
- varianza

{\displaystyle {\text{Var}}(U)={\frac {(a-b)^{2}}{12}}{\frac {n+1}{n-1}}},
- curtosi

{\displaystyle \gamma _{2}=-{\frac {5}{6}}{\frac {n^{2}+1}{n^{2}-1}}},
- funzione generatrice dei momenti

{\displaystyle g(t,U)=E[e^{tU}]={\frac {1}{n}}(e^{at}+e^{at+\beta t}+e^{at+2\beta t}+\dots +e^{at+n\beta t})={\frac {1}{n}}e^{at}{\frac {1-e^{{\frac {n}{n-1}}(b-a)t}}{1-e^{{\frac {1}{n-1}}(b-a)t}}}}
- entropia

{\displaystyle H(U)=\log n\ }(il massimo valore possibile per una distribuzione su n elementi).

## Altre distribuzioni
Il parallelo della distribuzione discreta uniforme tra le distribuzioni di probabilità continue è la distribuzione continua uniforme: una distribuzione definita su un insieme continuo S, che attribuisce la stessa probabilità a due intervalli della stessa lunghezza, contenuti in S, ovvero la cui densità di probabilità assume un valore costante su S.

### Distribuzione su due valori
La distribuzione di Bernoulli {\displaystyle {\mathcal {B}}(p)} con {\displaystyle p=1/2} è una distribuzione discreta uniforme: i due valori 0 e 1 hanno entrambi probabilità       
```

  

    

      

        
p

        
=

        
1

        
−

        
p

        
=

        
1

        

          
/

        

        
2

      

    

    
{\displaystyle p=1-p=1/2}

  

.
```

Ogni altra distribuzione discreta uniforme su due valori a e b può essere espressa tramite una variabile aleatoria X con distribuzione di Bernoulli {\displaystyle {\mathcal {B}}({\tfrac {1}{2}})}, considerando la variabile aleatoria {\displaystyle {Y=aX+b(1-X)}}.
La distribuzione discreta uniforme sui due valori 1 e −1 è anche detta distribuzione di Rademacher, dal matematico tedesco Hans Rademacher; al pari di altre distribuzioni su due valori, viene utilizzata nel metodo bootstrap per il ricampionamento dei dati.